# Maori fafaragás
A maori fafaragás egy - a polinéz szigetvilág kultúrájából eredő - képzőművészeti ágazat; ezzel a faragási stílussal Új-Zélandon találkozhatunk.

## Művészeti ágazat

### Történelmi és kulturális háttér
Hasonlóan más vésésekhez, a maori fafaragás (whakairo rākau) is egy reduktív folyamat; a művész apránként fosztja meg az oda nem illő anyagtól a fát, hogy fölfedje a forma esszenciáját. A whakairo szó szerinti jelentése elenni/eltüntetni, az iro, azt jelenti kukac.
A whakairo egy ősi művészeti ágazat, amit nemzedékről nemzedékre adtak tovább. Sokkal azelőtt alakult ki, minthogy a maorik kialakították volna a saját írásrendszerüket. A faragás a törzsek whakapapaját (eredettörténet), identitásuk megteremtését, történelmi események rögzítését, hagyományaik és történeteik megőrzését jelentette. Ezt a hagyományt ma is őrzik, hogy életben tartsák és közvetítsék a maori tudást.
A faragáshoz fölhasznált anyagtípusok közül a két legkedveltebb a kauri és tōtara fákból származik. Az erdő ezen óriásait használják a legnagyobb kihívást jelentő munkálatokhoz, mint például házakhoz és wakakhoz (kenu).
A faragók állítják elő és óvják a szerkezeteket és épületeket a maraen (hagyományos māori találkozóhelyek), úgymint a waharoa (marae bejárata), a wharenui (imaházak), a pātaka (ételraktárak); waka; fegyverek; hangszerek; és szertartási tárgyak, mint például a waka huia (kincses ládák) és a tokotoko (a szónokok botjai). Mégis a faragott wharenui a whakairo művészeti csúcspontja és az áll a maori identitás középpontjában.
A faragási stílusok változatosan alakítják Aotearoa, Új-Zéland különböző területeit és hagyományosan a faragók saját törzsük szakembereitől tanulják meg a művészet fortélyait. Megannyi mai faragómester szerezte tudását a nemzeti fafaragó iskolában a Rotorua-i Új-Zélandi Māori Kézművesipari Intézményben, mely segített a faragás újrafelvirágoztatásában és termékeny előállítója a wharenuiknak.

## Fő alapanyagok
A maori faragás egyik jellegzetessége, hogy nem egy véletlenszerűen választott anyagra alkotnak. Főleg akkor lehet ez lényeges, amikor történelmi témájú alkotásokat vizsgálunk, ugyanis sokszor a fölhasznált alapanyagok is nagy jelentőséggel bírnak, ezért nem csupán a fa minősége számít.

### Tōtara
A legelterjedtebb alapanyag a wharenui faragásban az őshonos tōtara fából származik. A poupou (nagy oszlopok) végét és az epat (wharenui végében található oszlopok) hagyományosan a földbe állították, tehát ehhez egy elnyűhetetlen faanyagból kellett őket készíteni. A tōtara strapabíró, ellenálló a farontó bogarakkal szemben, ugyanis olyan természetes olajokban gazdag, amik taszítják a kártevő rovarokat. 
Mivel puhafa, így könnyen megmunkálható, ezért kiváltképp megfelel a gazdagon faragott wharenuihoz.

### Matai
A matai a leggyakoribb fa a hangszerkészítésben, mert ez egy meglehetősen erős, szilárd fa. A matai annál keményebb, minél idősebb, gyenge nedvszívó képessége van és jó akusztikája. 

### Pāua
Pāua (kaliforniai ehető kagyló) héjakat főként a part menti területek törzsei használnak a wharenuihoz. Mindemellett a maori faragás egy általános alapanyaga, főleg arra használják, hogy megvilágítsák a faragott ősök szemeit.
Régen a wharenui közepén tüzet raktak, hogy védjen a hideg ellen és a pāua visszaverte a tüzet, ezzel megvilágítva a szemeket és mesterséges fényt teremtve. Ezt a hatást pénzérmékkel is előállították. Hinemihi imaházban, ami a Mount Tarawera 1886-os kitörésekor elpusztult, például a faragások szemeiben levő arany souvereignek (angol font elődje) keltették a fény illúzióját.

### Kānuka és akeake
A kānuka és akeake fákból származó faanyagot taiaha (hosszúnyelű fegyverek) faragásához használták, habár különös erejének köszönhetően a legtöbb taiaha akeakeből készült. Mindkét fa edzhető tűzben, aminek következtében a fegyver összetömörödik, így a taiaha nehezebbé és az ellenség számára károsabbá válik.

## Használt eszközök

### Történelmi változások az eszközhasználatban
A tokival (vésőkalapács) való faragás hagyományos művészetét a rotoruai Te Wānanga Whakairo Rākau o Aotearoa (Új-Zélandi Nemzeti Fafaragó Iskola) korai időszakában élesztették újra. 1927-ben az iskola első hallgatói olyan oktatóktól tanulhattak, akik csupán vésővel dolgoztak, kalapács nélkül, a testi erőre hagyatkozva. 
Hat hónappal később, Sir Apirana Turupa Ngata, akkori politikus és kimagasló maori vezető, a maori kultúra szenvedélyes támogatója megtekintette a diákok munkáit és megállapította, hogy túlszárnyalták oktatóikat. Habár zavarta, hogy a hallgatók nem használtak tokit. Mindez egy újabb oktató kereséséhez vezetett, ez az ember nem volt más, mint Eramiha Neke Kapua, aki gyakorlatilag már visszavonult, viszont mégis elfogadta a felkérést, hogy tanítsa a diákokat. Ez a lépés bebiztosította, hogy a kalapácshasználat tovább éljen, és mind a mai napig támogatják a toki használatát a Nemzeti Fafaragó Iskolában.

### Toki
A toki egy vésőkalapács fajta. Három fő toki típus létezik, és mindet másra használják. Ránézésre a tokik meglehetősen hasonlítanak egymásra, mégis más méretűek és súlyúak, továbbá vannak ívelt és egyenes fejűek. A faragás elején használt toki általában nagyobb; az általános toki egy kissé könnyebb; a toki, amit az aprólékos részletekhez használnak, pedig kisebb.
Egy tapasztalt faragó a testét használja, hogy nyomást gyakoroljon és a toki gyorsaságát manipulálja munka közben.

### Whao
Amint az alapvető forma kialakult, a faragó előveszi a whao (véső) készletét, hogy összetettebbé, gazdagabbá tegye művét.
Sok különböző véső létezik és ezeknek is szintén meg van a maga egyedi célja.

## A metszések jelentősége és típusai

### Kalapácsvágások
Egy rakás kalapácsvágás létezik és mindnek megvan a maga neve, ami arra utal, hogy milyen célt szolgál a farönk megformálásában. 
A whakangau fába harapást, a ngaupae szemen keresztül vágást, a ngautu a szem menti vágást jelenti; a ngauwhakaheke a saroktól sarokig tartó átlós vágást jelenti.
A ngauwhakaheke vágás, amivel a lapos rönköt formázzák.
A vágások keresztezett csoportját tārainak hívják. Ezek a vágások a tārai wakaból, avagy kenuk készítéséből eredeztethetőek. Ugyanezeket a vágásokat használják a faragás egyéb területein ma is.

### Vésővágások
A vésőt a mintázatok és a stílus aprólékosabb kidolgozásához használják. Különféle vágástípusok léteznek, de túlnyomóan a haehaet használják, aminek a jelentése bevágás. Ennek a vágástípusnak a múltja az ősi gyászszertartások hagyományaiban rejlik, mikor a gyászoló hozzátartozók saját bőrüket és húsukat vágták be. Ez a sebzésfajta fontos szerepet játszott a maori társadalomban és az egyik legnagyobb szintű tiszteletnyújtásnak tekintették, amit valaha kaphat egy ember halála után.
Számos egyéb vágástípus létezik, amely segítségével a faragó földíszítheti faragását, és amellyel közvetítheti a faragó által bemutatott történetet.

## Mondavilágban
A maori irodalom egy kifejezetten újkeletű dolog; ha az írásos emlékekre kell hagyatkoznunk a maori kultúra bizonyos szegmenseiben, akkor bizony csalódni fogunk. Ezért fontos megemlíteni a mondákat, bármilyen maori kulturális örökségről beszélünk. Számos tradicionális történet őrzi a faragás művészetének eredetét, mindközül az egyik legismertebb a Ruatepupuke (Rua) fölfedezésének tulajdonítható.
Manuruhi, Rua fia, imádott halat enni, ezért Manuruhi egy erős horgot kért apjától, hogy egy nagy fogással térhessen haza. Rua odaadta neki a horgot, de a három következő feltételt szabta ki hozzá: ne halássz egyedül; mindig dobd vissza az első halat; és csak annyit vegyél el, amennyire szükséged van.
Azonban Manuruhi nem fogadta meg szavait, ezért dédnagyapjának, Tangaroanak, a tenger istenségének fogságába esett, aki Manuruhit tekotekoként (orom figura) helyezte tengeralatti faragott házára, minek neve Huiteanaui volt.
Rua, Manuruhi után kutatva alámerült a tengerben, ahol fia halászott. Megérkezett Tangaroa házához, ahol meglepődve konstatálta, hogy a faragások beszélgetnek egymással. Másnap Rua elhatározta, hogy megtámadja őket. Elhozta a mahaun (tornác) levő faragásokat és már néma fiát a házoromról, majd porig égette a házat.
Az alakok, amiket elhozott, váltak a faragók modelljeivé, és mind a mai napig a faragványok nem tudnak beszélni. Mégis a legjobb szobrok hatásosan kommunikálnak a szépen kivitelezett alakokon, szimbólumokon és tervezésen keresztül.

## A faragások értelmezése
Az esztétikai megjelenésen és a szánt funkción kívül egy maori fafaragás egy történetet oszt meg velünk. Ez szólhat egy bizonyos személyről, vagy egy csoportról; talán egy általános ábrázolást ad az emberről, vagy akár hivatkozik egy konkrét eseményre, amiről az adott illető ismert. A faragás még bemutathat egy őst vagy pár generációt leszármazottaikkal.
Mint ahogy a múltban a szájhagyomány, úgy a faragók is megőrizték az utókor számára őseiknek egyes adottságait és hőstetteit. Egy törzs történelmének, történeteinek és szimbolizmusának teljeskörű ismerete szükséges a faragványok igazi megértéséhez. Habár létezik egy pár általános föltétel, ami segítséget nyújthat számunkra a maori faragások olvasásához és tisztánlátáshoz. 
Bizonyos faragások természetesek, míg mások stilizáltabbaknak hatnak. A faragásokra tekintve bonyolultságuk, összetettségük szembeötlő, ahogyan a különböző jellemvonások és a mögöttük rejlő jelentések is.

### Kontextus
Először is az összefüggéseket érdemes szemrevételezni:
●       Hol van a faragás? Mely törzs területén található?
●       Mi a funkciója? Része egy találkozóhelynek, pātaka vagy waka, esetleg egy taonga (kincs) más formája?
●       A faragás egy nagyobb mű részét képezi?
●       Milyen súlyt fektet a törzsi jelenlétre – esetleg van valami módja, miképp a törzs történeteit és emlékeit bemutatja?
●       Van-e esetleg más faragás is a környéken, amely a történet egyéb részeit is elmeséli?

### Tartalom

#### Fej
●      A szemek fürkészőek, levertek, vagy merengőek?
●      Nagy szája van a faragványnak, ami tükrözi, hogy a személy közösségi ember volt? Vagy éppenséggel kisebb, ami a szerénységére utal?
●      Jelentős a nyelv, ami azt tükrözné, hogy az ember beszédes, nagy tudású volt? A nagy száj és nyelv jelentheti, hogy akiről mintázták, az nagy szónok lehetett.

#### Vállak
A nagy, széles vállak az erőt jelentik, esetleg azt jelzik, hogy az ember kiemelkedő harcos, kertész vagy halász volt.

#### Karok és kézfejek
●      Hogyan tartják az emberek a kezüket?
●      Karjuk keresztezi a hasukat, vagy mellkasukat, feltehetően védelmezve a testüket?
●      Láthatunk fegyvert a kezükben?

#### Egyéb ábrák
●      Látunk-e kisebb figurákat a fő alak lábai között, mutatva ezzel, hogy azok a leszármazottai?
●      Van-e egyéb más elem a fő alak körül, úgymint gyíkok, halak, vagy más egyéb dolog, ami helyi érdekeltségű történetre utalna? Például az ősi időkben egy gyík lehetett a gonosz, vagy halál jelképe.